# 김일성방송대학
김일성방송대학(金日成放送大學, Kim Il-Sung Broadcasting University)은 조선민주주의인민공화국이 설치한 대학으로 조선민주주의인민공화국 외에서 사는 외국계 한국인(주로 대한민국의 한국인이나 재외 조선인)이 입학하는 통신 대학이다. 1962년 11월 8일에 평양방송을 통해서 강의가 개시되었으며, 2004년 11월 8일부터는 우리민족강당을 새롭게 개설하여 인터넷으로도 강의를 들을 수 있다.